# 오엑스
"오엑스"는 1991년에 개봉한 대한민국의 영화이다.

## 캐스팅
- 임소정
- 전수림
- 김남일
- 홍주희
- 이미경
- 김재영
- 김종결
- 서우림
- 김진해
- 진승호
- 김지은
- 박대준
- 금미소
- 나갑성
- 서평석
- 이황근
- 황승룡
- 주상호
- 박부양
- 김태흥
- 염태성